# Супервулкан

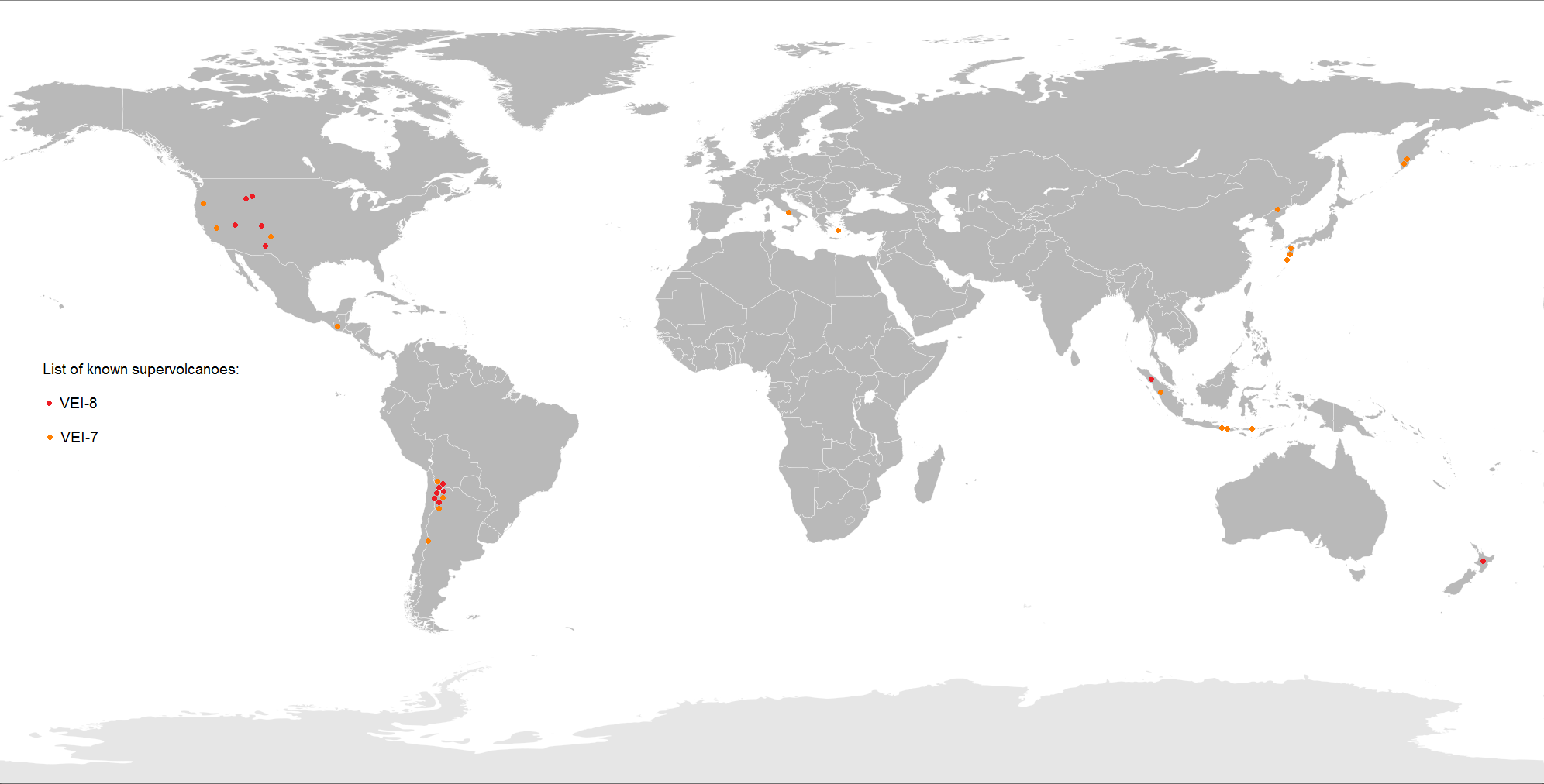
Карта відомих супервулканів по всьому світу:
Індекс вулканічної експлозивності (VEI) 8
Індекс вулканічної експлозивності (VEI) 7

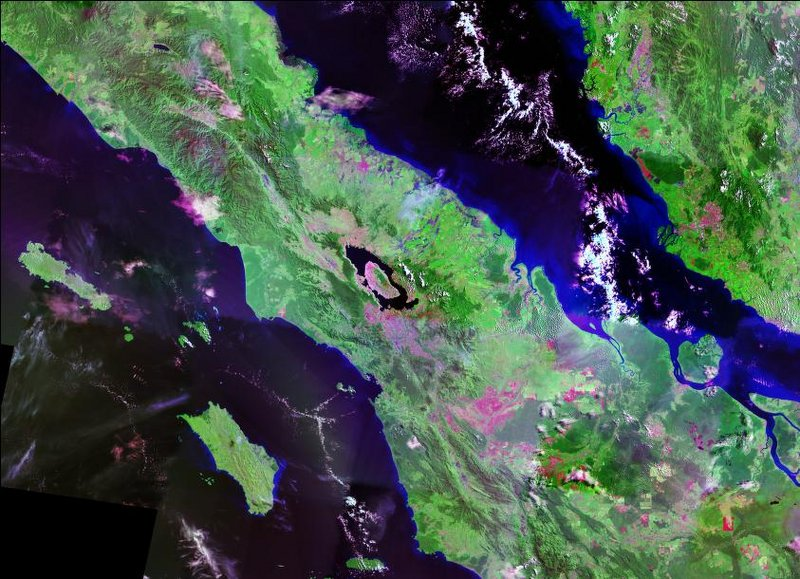
Супервулкан Тоба

Супервулкан — вулкан з Індексом вулканічної активності VEI = 6−8, висота хмар — 25 км і більше.

## Загальний опис
Супервулкани створюють кальдери, — їх виявлено на Землі понад 20 у Північній Америці, Південній Америці, Італії, Індонезії, Філіппінах, Японії, Новій Зеландії: Єллоустонська кальдера, Кальдера долини Лонг, Ла-Гаріта-Кальдера, Місема-Кальдера, Таупо, Тоба, Церро Галан, Пакана-Кальдера та ін.
Найбільшим на Землі за останні 25 мільйонів років вважають виверження вулкана Тоба на Суматрі в Індонезії, яке глобально вплинуло на атмосферу і клімат планети. Сталося воно у пізньому плейстоцені (73500 ± 3500 років тому). Кальдера, в якій сьогодні розташоване озеро Тоба, має 100 км в довжину і 30 км в ширину, найбільша глибина — 505 м. Відклади попелу виявлені у кернах з дна Індійського океану, Південно-Китайського моря і на Суматрі — разом близько 2800 км³. Виверження Тоби привело до «вулканічної зими» і суттєвих змін флори та фауни на планеті. Популяції різних тварин і людини пройшли етап різкого скорочення внаслідок цих змін — так званий «ефект пляшкового горла», коли популяція зменшується до критичної межі (оціночно на Землі залишилося тоді всього 10−15 тис. людей).
Сьогодні є імовірність активізації Єллоустонського супервулкану в США. Кальдера вулкану розташована на північному заході шт. Вайомінг. Розмір кальдери — 55⨯72 км. Останні 17 млн років відбулося як мінімум 12 вивержень супервулкана з найвищим Індексом вулканічної активності VEI = 8. Загалом же за останні 17 млн років сталося мінімум 142 виверження, які й сформували сучасну надкальдеру. Його можлива активність на рівні VEI = 5−8 — глобальна катастрофа, яка негативно вплине на всю людську цивілізацію.
Супервулкани можуть бути джерелом літію.

## Походження терміна
Термін «Супервулкан» не є строго науковим. Поняття вперше було використано у 2000 році в науково-популярному документальному телесеріалі «Горизонт» (Horizon) на телеканалі BBC для позначення дуже потужних вулканічних вивержень. З 2003 року виверження, що досягають 8 балів за шкалою вулканічного експлозівного індексу (VEI), іноді класифікуються вулканологами як «супервиверження» (магматичні провінції і масивні виверження). Поняття «мегакальдера» іноді використовується для позначення великих кальдерів і кратерів, подібних кальдерові Blake River, що знаходиться в Абітібском поясі (канадські провінції Онтаріо і Квебек)[джерело?].

## Приклади супервулканів
- У пізньому плейстоцені (73500 ± 3500 років тому) відоме виверження вулкана Тоба на Суматрі в Індонезії глобально вплинуло на атмосферу планети та клімат. Відклади попелу виявлені у кернах з дна Індійського океану, Південно-Китайського моря. Відклади попелу в Індійському океані оцінюються в 800 км³ твердої породи, піропластичні потоки на Суматрі — у 2000 км³, висота еруптивних хмар Тоби — 32 ± 5 км. Магнітуда сплеску вмісту сірки у льодовиках Гренландії від виверження Тоби — найбільша за останні 110 000 років. Rampino і Self та Rampino та Ambrose (2000) прийшли до висновку, що кліматичні ефекти Тоби привели до «вулканічної зими» і суттєвим змінам флори й фауни на планеті. Популяції різних тварин і людини пройшли етап різкого скорочення внаслідок цих змін — так званий ефект пляшкового горла.

### Супервулкани сьогодення
Розміри кальдери Тоба (100⨯30 км) дають змогу зарахувати його до супервулканів, яких на Землі відомо кільканадцять (виверження кожного з них загрожує людству планетарною катастрофою). Повільне підняття її дна свідчить про накопичення магми, яке неминуче завершиться в майбутньому новим вибухом.
Є сплячий супервулкан і в Європі. Це так звані Флегрейські поля (від грецького «палаючі») під Неаполем в Італії. За грецькою міфологією, саме тут відбувся бій олімпійських богів із титанами.
Флегрейські поля — це кальдера супервулкана, вкрита куполами, кратерами, потоками лави, попелом і пемзою. Про активні тектонічні процеси свідчать часті землетруси та численні фумароли, з яких виходять гази. Сумнозвісний Везувій, можливо, належить до єдиної вулканічної системи з Флегрейськими полями. Розташування в густо населеній Європі робить цей супервулкан особливо небезпечним для людства, навіть попри його відносно невелику кальдеру (20⨯10 км). За даними геології та археології, востаннє він вивергався близько 38 тис. років тому, засипавши попелом усю Південну Європу аж до Дону на сході, де під час розкопок палеолітичних стоянок поблизу села Костенки (Воронезька область РФ) виявлено шари попелу з Флегрейських полів завтовшки до 2 см. Є навіть непідтверджена гіпотеза, що останні неандертальці в Європі загинули саме через вибух Флегрейських полів, а перші Homo sapiens прийшли вже на попелище безлюдної Європи. До числа найнебезпечніших для нинішнього людства відносять супервулкан у національному парку «Єллоустоун» у США. Він має кальдеру 50⨯70 км. У її межах розташовані кілька жерл, тисяча гарячих гейзерів, а її дно поступово підіймається, що свідчить про активне накопичення магми. Відомо, що супервулкан у «Єллоустоуні» вивергався з періодом 600 тис. років. Оскільки після останнього виверження минуло вже 640 тис. років, то є всі підстави очікувати нового катаклізму.
Японські вчені дійшли висновку, що ймовірність вибуху американського супервулкана в цьому столітті 1:6. Його наслідки для людства можуть бути фатальними. Адже якщо Тоба викинув 1 тис. км³ лави, то Єллоустоун може вивергнути 2500 км³, що призведе до повного знищення західних штатів США. Вулиці Лос-Анджелеса вкриються півтораметровим шаром попелу. Землетруси колосальної сили спровокують виверження вулканів по всій планеті. Цунамі небувалої висоти знищать тисячі населених пунктів на узбережжях усіх континентів, серед яких Нью-Йорк, Лондон, Санкт-Петербург. Попіл засипле родючі поля й разом із сірчаними газами затьмарить сонце, що призведе до тривалої «вулканічної зими». Різке похолодання спричинить вимирання та міграцію на південь населення північних країн (Канада, Ісландія, Скандинавія, північ Росії).
Падіння температур, попіл, послаблення фотосинтезу через нестачу сонячної радіації призведуть до планетарного краху сільського господарства і, як наслідок, до всесвітнього голоду. Особливо постраждають такі багатонаселені країни, як Китай та Індія. Загальні людські втрати в перші роки після виверження перевищать 2 млрд. Брак ресурсів спричинить численні збройні конфлікти, а може, й розпад сучасного світового устрою. Розташована в помірній зоні Україна з її багатими природними ресурсами неминуче стане об'єктом зазіхань сусідів. Такими є апокаліптичні прогнози різних учених стосовно можливих наслідків вибуху супервулкана.

## Частота виверження супервулканів
Decker (1990) висунув і обґрунтував гіпотезу, згідно з якою частота супервулканів з VEI = 8 становить 50 000 років, що вдвічі перевищує частоту загроз від комет і астероїдів діаметром ≥1 км, які, за прогнозами, можуть викликати подібні кліматичні наслідки.
Виверження Йєллоустоунської кальдери протягом останніх 2 млн років включали 3 супервиверження.